# Ракетний удар по Севастопольському морському заводу 13 вересня 2023
Ракéтний удáр по Севастóпольському морськóму завóду — військова операція Сил оборони України, що відбулася вночі з 12 на 13 вересня 2023 року, в ході якої крилатими ракетами Storm Shadow були знищені російські великий десантний корабель «Мінськ» та підводний човен «Ростов-на-Дону», що перебували у сухому доку.

## Передумови
До вересня 2023 року Сили оборони України вже завдавали декілька ударів вглиб тимчасово окупованого Криму, в тому числі й по Севастополю. Так, 9 серпня 2022 року українськими ракетами було уражено авіабазу «Саки», українські посадовці заявили про знищення декількох літаків.
23 серпня 2023 року ракетами Р-360 було знищено кілька пускових установок зенітного ракетного комплексу С-400 на мисі Тарханкут.
Також Севастопольську бухту декілька разів атакували безпілотними надводними апаратами різних класів.

## Перебіг подій

### Розвідка
Після атаки в ГУР МО повідомили, що вагому роль у подальшому успіху операції зіграв супутник ICEYE, придбаний 20 вересня 2022 року за кошти волонтерів. Супутник забезпечив якісне спостереження за ворожими об'єктами.

### Операція ССО
За заявами Сил спеціальних операцій ЗСУ (ССО), вони отримали інформацію про розташування двох кораблів на судноремонтному заводі в Севастополі. Перед атакою диверсійно-розвідувальна група ССО підійшла на безпечну відстань, після чого на підводних засобах дісталась берега та здійснила наведення на ціль, а під час атаки — відеопідтвердження ураження. Відео ССО згодом виклали у власних соцмережах. 

### Ракетний удар
В ніч проти 13 вересня було атаковано Севморзавод і кораблі на сухих доках. У Міністерстві оборони РФ заявили, що завод атакували десятьма крилатими ракетами та трьома безпілотними надводними апаратами. Командувач Повітряних сил ЗСУ Юрій Ігнат натякнув, що Повітряні сили завдали ударів ракетами Storm Shadow. 
Великий десантний корабель «Мінськ» зазнав важких ушкоджень: ракета влучила в лівий борт в районі надбудови, після чого зайнялась пожежа, що тривала до другої половини дня. Ймовірно, корабель знищено безповоротно, оскільки ремонт був би надзвичайно тривалим і вартісним. 
Підводний човен, носій крилатих ракет «Калібр», що масово застосовувались для ударів по Україні, «Ростов-на-Дону» також було суттєво ушкоджено. Світлини, що були оприлюднені 18 вересня, показали, що ураження є надзвичайно важкими попри початкові заяви російських пропагандистів про незначні пошкодження і човен, імовірно є безповоротно втраченим, оскільки його ремонт був би дуже тривалим і вартісним. Субмарина отримала великі пробоїни в торпедному відділенні та на правому борті. Характер ураження підтверджує те, що удару було завдано ракетним озброєнням — таким чином, «Ростов-на-Дону» став першим російським підводним човном, втраченим у ході російсько-української війни та першим в історії підводним човном, знищеним крилатою ракетою. 
Примітно те, що малопомітні крилаті ракети «Shadow Storm» змогли прорвати ешелоновану протиповітряну оборону, котрою захищена стратегічно важлива Севастопольська бухта.

## Втрати
З відкритих джерел та публікацій журналістів відомо про деякі втрати:
| п/п | Прізвище, ім'я, по-батькові                                            | Звання, додаткова інформація                              | Дата народження | Дата смерті           | Примітки                                            |
| --- | ---------------------------------------------------------------------- | --------------------------------------------------------- | --------------- | --------------------- | --------------------------------------------------- |
| 1.  | Краснояров Андрій Олександрович (рос. Краснояров Андрей Александрович) | Мічман, член екіпажу підводного човна «Ростов-на-Дону»    | 1999            | 13.09.2023            |                                                     |
| 2.  | Шейко Микита Олександрович (рос. Шейко Никита Александрович)           | Член екіпажу підводного човна «Ростов-на-Дону»            | 1999            | 13.09.2023            |                                                     |
| 3.  | Коршунов Андрій Сергійович (рос. Коршунов Андрей Сергеевич)            | Старший лейтенант, член екіпажу ВДК «Мінськ»              |                 | 13.09.2023 (25 років) |                                                     |
| 4.  | Фаїзов Артьом (рос. Фаизов Артём)                                      | Старший лейтенант, медик, член екіпажу ВДК «Мінськ»       |                 | 22.09.2023 (27 років) | згідно з некрологом загинув «разом з всім екіпажом» |
| 5.  | Кисельов Олександр Ігорович (рос. Киселёв Александр Игоревич)          | Старший матрос, технік-механік, член екіпажу ВДК «Мінськ» |                 | 13.09.2023 (22 роки)  |                                                     |